# John Ridley Stroop
John Ridley Stroop (Contea di Rutherford, 21 marzo 1897 – Parkersburg, 1º settembre 1973) è stato uno psicologo statunitense.

## Biografia
John Ridley Stroop è nato 21 marzo 1897 in una piccola comunità agricola denominata Hall's Hill, nella Contea di Rutherford, a sette miglia da Murfreesboro nel Tennessee. Era il più giovane di sei figli, aveva due sorelle e tre fratelli.
Il 23 dicembre 1921, durante il suo secondo anno di college, si è sposato con Zelma Dunn, da cui ha avuto tre figli. Per sostenere la sua famiglia, Stroop ha anche lavorato come custode e bibliotecario, continuando ad insegnare al David Lipscomb College mentre proseguiva i suoi studi universitari.
Dopo aver conseguito il dottorato presso il George Peabody College a Baltimora, tornò a Nashville, nel Tennessee, con l'incarico di docente di studi biblici al David Lipscomb College (ora conosciuto come Lipscomb University) fino alla sua morte, avvenuta il 1º settembre 1973 all'età di 76 anni.

## Test di Stroop
Stroop ha sviluppato un test basato su un gioco di parole indicanti dei colori, ma stampate con un colore diverso da quello proposto dal testo scritto. Il risultato dimostrato da questo esperimento ha preso il nome di effetto Stroop, che indica le conseguenze prodotte sull'attenzione da alcune interferenze indotte dalla differenza fra il significato della parola e il colore con cui è stampata. Gli effetti del test sono messi in maggiore evidenza nel caso di una lesione circoscritta alla corteccia cingolata anteriore.